# ریتویک گاتاک
ریتویک گاتاک (انگلیسی: Ritwik Ghatak؛ ؛ ۴ نوامبر ۱۹۲۵ – ۶ فوریهٔ ۱۹۷۶) یک کارگردان فیلم، هنرپیشه، فیلم‌نامه‌نویس، تهیه‌کننده فیلم، آهنگساز، نویسنده بنگالی اهل هند بود.
شهرت او همچون ساتیاجیت رای و مرینال سن، بابت ترسیم دقیق حقایق اجتماعی در فیلم‌هایش است.
از فیلم‌های او می‌توان به ترس و شهروندان اشاره نمود.